# Seznam poslanců Malty (1939–1945)
Seznam poslanců Malty za volební období 1939–1945.
| Jméno                | Strana | Volební okresek | Poznámky                             |
| -------------------- | ------ | --------------- | ------------------------------------ |
| Albert V. Bartoli    | CON    | 2               |                                      |
| Pawlu Boffa          | MLP    | 1               | odstoupil; nástupce Mamo, Carmelo    |
| Giorgio Borg Olivier | PN     | 1               |                                      |
| George Borg          | CON    | 1               | odstoupil; nástupce Formosa, John    |
| Ugo Mifsud           | PN     | 1               | zemřel; nástupce Schembri, Giuseppe  |
| Enrico Mizzi         | PN     | 2               |                                      |
| Anthony P. Montano   | CON    | 2               |                                      |
| Henry Sacco          | CON    | 2               |                                      |
| Gerald Strickland    | CON    | 1               | zemřel; nástupce Valenzia, Ercole J. |
| Roger Strickland     | CON    | 2               |                                      |